# Fordítás
A fordítás szellemi tevékenység, ami két nyelv – általában anyanyelv és kiválasztott idegen nyelv – viszonylag magas szintű ismeretét, megértését, a hallott vagy leírt szöveg lényegének hiteles visszaadását feltételezi. A fordítás általában két-három fázisra tagolódik.
Első fázis: nyersfodítás, amikor az alapszöveg kifejezései, szavai, mondatai a fordításra kerülő nyelven is hasonló értelmet kapnak. 
Második fázis: a fordítandó szöveg értelmes mondatokká formálása.
Harmadik fázis: műfordítás, ami magasabb színvonalú, irodalmi igényű munkákra jellemző minőségi különbséget jelöl. 
Technikai jellegű szövegeknél a műfordítás munkafolyamata elhagyható, például áruismertetés, használati utasítás vagy kezelési útmutató fordítása esetén nem elvárás a lefordított szöveg irodalmi szintre emelése. 
A fordítás felelősségteljes munka, ami akár hosszabb távon is meghatározhatja a köznyelvben használt kifejezések értelmét vagy értelmetlenségét. A téves vagy hibás fordítás éppen úgy beépül a köznyelvbe, mintha hibátlan lenne. 
Egyik közismert fordítási hiba és következménye: Magyarországon ólmozatlannak nevezett benzint forgalmaznak, ami azt sugallja, hogy másutt a benzint ólmozzák. Holott a benzinbe nem utólag teszik bele, hanem eladás, ill. a gépjárművekbe töltés előtt kivonják az ólmot. Ezt követően kerül a felhasználókhoz, emiatt ólommentes benzin lenne a helyes elnevezés. A fordító hibás vagy téves fordítása félrevezeti nemcsak a felhasználókat, de a társadalmat is.
Másik példa a hibás fordításra: a diszkont légitársaságok repülőgépeit magyarul - eléggé becsmérlően - fapados járatoknak hívják, holott biztonsági okokból egyetlen repülőgépen sincsenek fapadok. A fordító ismét nem volt a helyzet magaslatán.
A jó fordításra kiváló példa Luther Márton bibliafordítása. Luther ugyanis nem a fellelt szavakat fordította le, hanem a mondatok értelmét, ezáltal nincs értelmetlen mondat a Luther által fordított Bibliában. 
Fordítás  az a tevékenység, amelyet egy forrásnyelv (FNY) és egy célnyelv (CNY) ismerője végez abból a célból, hogy az általa megértett forrásnyelven megfogalmazott bizonyos közleményt – amely rendszerint hangzó mondat, vagy leírt, többnyire összefüggő, néha szerteágazó, inhomogén stb. szöveg – a fordítás célnyelvén előállítsa olyan eredménnyel, hogy az adott közlést a témájához értő, és mind a két nyelvet legalább a fordítóval azonos szinten ismerő más (szak)ember a kész munkát azzal egyenértékűnek, jónak és hitelesnek fogadja el, vagyis azt ismerteti, amit az eredeti mond és úgy, ahogyan az mondja. A fordítás mentális tevékenység, amelynek szóbeli változata tolmácsolás, írásbeli módozata a fordítás. A fordítást lehet számítógéppel is segíteni, ez esetben számos megoldás kínálkozik az internetes rövid szövegfordítóktól a drága számítógéppel segített fordítóprogramokig (CAT), eszközökig.
A fordítás tágabb, nem természetes emberi nyelvi értelemben véve más eszközöknek is sajátja. Fordít például a számítógép is, amikor egy magas szintű programnyelven megírt programot egy vagy több lépésben végrehajtható programmá alakít. A lényeg, hogy az átalakított dolog megőrzi eredeti célját, rendeltetését, csak éppen más referenciakeretbe (megfeleltetésbe) helyezve teszi azt működőképessé, felhasználhatóvá.
A fordítás tehát az eredeti összefüggések megőrzésével végzett átalakítás vagy konverzió, amelyre megint csak sok helyen kerül sor az életben, a tudományban vagy éppen a technikában.
Két ember között néha akkor is szükség van fordításra, ha egyébként azonos az anyanyelvük, de – képletesen szólva – mégsem egy nyelvet beszélnek. Az ilyenkor végzett fordítás (vagyis a közlemény esetleg több lépcsőben történő újrafogalmazása) célja, hogy a két ember gondolatai, beállítódása szinkronba kerüljenek, azaz a felek megértsék egymást, teljesüljön a kommunikációs aktus (ismeret csere) célja.
Amikor a fordító kap egy szöveget, az első feladata, hogy alaposan elolvassa elejétől a végéig és megismerkedik a mondanivalójával.
A fordítás tehát olyan foglalkozás, amelynek célja nem eredeti mű megalkotása, hanem olyan hasonmásé, amelynek legfőbb értéke, hogy a célnyelvi olvasóra – lehetőség szerint – úgy hat, mintha a szöveg eleve az ő nyelvén született volna. Ezt elősegíthetik a célnyelvre jellemző fordulatok, szólások, közmondások (röviden: idiómák), amelyek kárpótolnak a forrásnyelvből a fordítás során elvesző fordulatokért.
Ezzel a véleménnyel szöges ellentétben áll a szoftverek fordításának az a nagyüzemi módja, amely lokalizáció és globalizáció névvel tiszteli meg magát, és amelynek legutóbbi fejleményeként most az hírlik, hogy az Oracle új termékeinek nemzetközi terjesztése során meghagyják az eredeti angol szókincs többségét, és mondaton belüli vegyes vagy kevert nyelvű felhasználói felületet alkotnak.

## Szavak köré szerveződő fordítás
A szavak, illetve a mondatokban előforduló betűk ismétlődésére építenek azok a CAT programok, például a Trados, a Transit és a már elhagyott TM2, amelyek fordítási memóriának nevezett kapcsolatot teremtenek két, egy L1 és egy L2 mondat, vagy bekezdés között. Emellett szótárakat is használnak azzal a feltételezéssel, hogy legtöbbször egy-egy megfelelés van két nyelv szókincse között.
Amennyiben valóban egy-egy szó megfeleltetése a megoldás, akkor az a sajnálatos körülmény nehezíti a dolgot, hogy a jelölő szavak nevek, vagy névként viselkedő kifejezések, melynek következtében célszerű a célnyelven szintén a névadás szabályaiból és szokásaiból kiindulni, és ha az adott szó történetesen egy kép vagy metafora része, akkor annak a viszonyait is figyelembe kell venni, hogy ne képzavaros és/vagy képtelen, vagy éppen az idegen nyelvű szó szervetlen kapcsolódása legyen az eredmény.
Természetesen más lenne az eredmény, ha fordítás előtt a szöveget a fordító abból a szempontból elemezné, hogy milyen műveleteket kell vele végezni, és az egyes szövegrészek miként térnek el ebből a szempontból. Így a fordító legfontosabb szempontja nem az, hogy melyik a legrövidebb olyan egység, amelynek jelentése van, amelyet ha nem ismer, a szótártól remél segítséget kapni, hanem az, hogy melyik az a leghosszabb egység, amelyet felbontás nélkül, egyként kell kezelni, egy összetartozó egységként kell lefordítani ahhoz, hogy hibátlan értelmű fordítás szülessék.

## Címek és közlemények megkülönböztetése
A legtöbb folyamatos, összefüggő szöveg kétféle anyagból áll, az egyik a cím (angolul a label, heading és title), illetve annak különböző változata (alcím stb.), amely vagy azt mondja meg, hogy a rákövetkező szöveg micsoda, vagy azt, hogy miről szól. Jellegzetesen névszói szerkezet azzal a következménnyel, hogy 1) érdemes a cím fordítását arra az időre hagyni, amikor már megértette a fordító, hogy minek a címe, miről szól a címmel jelölt szövegrész, 2) a cím fordítását érdemes mindig egyféleképpen, következetesen végezni, hogy ha hivatkozás esik rája (többnyire éppen a cím szerint), akkor könnyű legyen megtalálni.
A folyamatos szöveg többi része abban tér el az előzőtől, hogy abban szerepel az üzenet, azaz olyan szöveg, amely jellemzően állítmányt tartalmaz, valamilyen állítás hosszabb-rövidebb megjelenítése. Az állítás vagy üzenet megértése és fordítása újfent értelmezés kérdése, méghozzá a szerző szándékainak feltárását igénylő módon.
A mai címadási és elnevezési konvenciók miatt azonban, egyre nehezebb a valós szándékok kiderítése és túlságosan sokféle megoldása lehet akár egyetlen többértelműen megfogalmazott közleménynek is. (Mai címadási és elnevezési konvenciók/ szokások közé sorolható a két- és többértelmű szavak szándékos használata néha még a nem bulvárlap jellegű szövegben is.) Éppen ezért az olyan szótárak, amelyek úgy születnek, hogy az adott szót kiveszik az eredeti környezetből, majd számokkal jelölve felsorolják a lehetséges jelentéseket vagy értelmezéseket, tulajdonképpen eltüntetik (dekontextualizálják) a szavak pontosabb jelentését szolgáló környezetét és így a pontos jelentést is. Ebből következően, amikor (például) a wikipédiában egy-egy szócikket indít egy szerkesztő és köré fonja mondanivalóját, kénytelen visszaállítani az eredeti kontextust (környezetet), jóllehet ő ezt egyértelműsítésnek írja, mivel láthatóan nem áll rendelkezésre alkalmas eszköz a jelentéskülönbségek előzetes tisztázásához.

## Fordítás angolról magyarra
Természetesen minden nyelvpárnál sajátosak az említett gondok, az angolról fordítás esetében azért is, mert angol nyelven számos műveltségről létezik leírás, olyan egyszerű, hétköznapi témák esetében is, mint például a „love”, ami szinte már magyar szónak számít. Azonban mindenki tudja, hogy ez leginkább szerelmet és szeretetet jelent, akár érzett ilyesmit már valaki, akár nem. Az angol Wikipédiában a következő lefordítandó címszavak tartoznak a love alá:
1. A love olvasata, értelmezése:[1]
  1. Személyek szeretete
  2. Személytelen dolgok szeretete
  3. Szeretet a vallásban
2. Tudományos modellek
  1. Vonzódás és kötődés
  2. Együttérző kontra szenvedélyes szeretet
  3. A love háromszögelmélete (a pár bővül)
  4. Love-stílusok (égi/plátói; romantikus; szenvedélyes; kimért; bohó stb.)
  5. Szakaszok
3. Kulturális felfogása
  1. Kínai
    1. Ai
    2. Gănqíng
    3. Lian
    4. Yuanfen

  2. Japán
    1. Ai
    2. Amae

  3. Ógörög
    1. Agapé (szeretetlakoma)[1]
    2. Erósz (vágyódás, nemi vágy)[1]
    3. Fília (gyermeki szeretet)
    4. Sztorge
    5. Xénia (ajándék)[1]
4. Vallási felfogású
  1. Keresztény
    1. Agapé  (áhítat)
    2. Nomosz (zenei szeretet)

  2. Buddhista
    1. Kāma (vágyódás, nemi vágy)[1]
    2. Karuṇā
    3. Adveṣa, Maitrī

  3. Hindu
    1. Kāma (vágyódás, nemi vágy)[1]
    2. Prema
    3. Karuṇā
    4. Bhakti (áldott)

  4. Iszlám
    1. Ishq

  5. Zsidó
    1. Hesed
    2. Ahava

  6. Mitológiai
5. Lásd még
  1. Emberszeretet
  2. Egyéb szeretettípusok (fíliák)
  3. Wiktionary

## A tagolás mint a fordítás problémája
A fenti lefordítandó szövegből kitűnik, hogy a love szót magyarra fordítva két különböző alakú és jelentésű szót kell használnunk. Úgy is mondhatjuk, hogy a magyar nyelv a fogalmat két részre tagolja, különbözőnek látja akkor, amikor az angol egyet, azonosat lát, illetve nyilván más nyelvi eszközöket használ a különbségtételre, ha azt érzi.
Az is kitetszik, hogy egy sor nem angol nyelvben még több fajta "love" létezik, amit meg se lehet nevezni angolul, vagy éppen úgy hívják az érzést, ahogy eredetileg. Ha magyarra fordítjuk ezeket, nem tehetjük ugyanezt, mert nincs olyan szoros műveltségi és nyelvi kapcsolat ezekkel a népekkel, hogy jövevényszóként várhatóan meghonosodnának. Ha úgy hagyjuk őket, akkor érthetetlenek, tehát amire szükség van, az az idegen szavak megértése, és a jelentés alapján új elnevezések készítése.
Ha a fordítás célja (például) wikipédiás szócikk készítése, akár fordítva is lehet haladni, kiindulva, mondjuk, a hazaszeretetből, amely nálunk egy szó, angolban nem. S a fogalom a nem személyek szeretete alá tartozik, ahol az angolban az szerepel, hogy ha az emberek "love" (tehát nem használják erre a nyelvtani tárgyra) természeti tárgyakat, állatokat stb. és ez még szexuális érzelmet is gerjeszt bennük, akkor ezt parafilia-nak nevezik (görög-latinból)…
De nemcsak a valóság tagolásának módja, hanem a szöveg tagolása is okoz gondot, akár hallott, akár írott fordítandóról van szó. Nem mindegy, hogy közel látás vagy közellátás, vagy People like Maria, milyen értelmű like-kal kapcsolódik, hová kerül a hangsúly.

## A címek mint listaelemek
A lefordított címek egy mű kapcsán a tartalomjegyzék elemei, több mű kapcsán egy könyvtár elemei stb. A terjedelmesebb művekhez tárgymutatók és névmutatók készülnek, amelyek a fordítás szempontjából elsődleges referencia forrásnak számítanak, és a munkát megkönnyíti az abban való előzetes tájékozódás, ellentétben a lineáris (folyamatos) munkavégzés közben folyó szótárazással.
A világháló, a korpusznyelvészet és a konkordancia vizsgálat éppen azt segítik elő, hogy a fordításhoz szükséges szövegkörnyezetek legalább olyan gyorsan előkereshetőek legyenek, mint az egyes szavak szótári jelentései. Ehhez azonban az kell, hogy a keresőprogramok felismerjék a szóhatárokat, sőt a szónál nagyobb egységeket is tudjanak kezelni, keresni. Ragozó nyelvek esetében ez külön gondot jelent, de annál nagyobb a haszon, hiszen rendkívül sokféle forma fordulhat elő, és azok közül nehéz elővenni a keresett pontos megoldást.
Ha a címek rövidebb szakaszok elnevezései, mint például egy lexikon szócikkei, és nem kifejezetten nevek, amelyek végeredményben csak memotechnikai (emlékeztető) eszközök, akkor a két nyelv közötti egyenértékű címszöveg megteremtése komoly gondot okoz. A példánál maradva, az angol love címszó egyszavas, tehát nem feleltethető meg abban a formában a magyar hazaszeretnek és fordítva. A love of a country, freedom még szeretet, de a love of learning, money már tudásszomj, pénzsóvárság.
Hasonlóképen a szülőföld, szülőváros, szülőház angol összetételei sem tükörszerűek: home country, home town és a végén birth-place lesznek. A tanulság az, hogy ezért mielőtt valaki úgy határoz, hogy átvesz egy idegen szót, tájékozódnia kell az adott szó jelentésköréről, és meg kell értenie a szemantikai összefüggéseket. Mivel például az angol nyelvben a flood mindenféle árt, dagályt jelent, és a folyótorkolati áradásra van egy idegen szava a bore, a mostani szökőárat is annak idegen nevén, tsunami-nak nevezi, amit viszont szükségtelen átvenni, és magyarul cunaminak hívni, ha már van szökőár elnevezésünk.

## Fordítás hagyományos eszközökkel
Hagyományosan az ember úgy fordít(ott) le egy szöveget, művet, stb., hogy veszi a kiinduló anyagot L1 nyelven és azt a fordítás szempontjából leghosszabb egységekből kiindulva, egymást követő lépésekben „átteszi, tette” L2-re. Az L1-en megformált forrásszöveg lehet írott, jellegét tekintve valamilyen szöveg (szépirodalmi, szakirodalmi vagy egyéb műfajú narratív/ elmondó kategóriába tartozó), vagy hangzó, azon belül „élő” vagy rögzített, esetleg valamilyen egyéb inputhoz (például kép) kapcsolódó. Hasonlóképpen a célnyelvű fordítás is változó modalitású, és/vagy különböző médiumon létrejövő szerzői joggal bíró termék.
A fordítandó anyag mértékegysége a hagyományos eljárásban a (kézirat vagy gépelt) oldal, illetve szóbeli kimenettel járó munkánál a fordítással (tolmácsolással) eltöltött idő. A tolmácsolás a jelenlét és a válaszidő szempontjából lehet szinkron, amikor a fordító illetve tolmács már az előtt megkezdi a fordítást, hogy a fordítandó szöveget a hangforrás befejezné, és konzekutív, amikor a bemenet nem folyamatos, hanem bizonyos egységekre szakad (rendszerint egy mondat), és addig nem megy tovább, míg a fordító a szöveget létre nem hozta. Következésképpen itt a munka számlázható egysége az idő, tipikusan óra vagy nap.
A fordító kétnyelvű nyelvtudásán kívül legfontosabb személyes, szellemi képessége az átlagosnál rendszerint nagyobb rövidtávú memória, amelynek segítségével az ahhoz szükséges ideig meg tudja jegyezni a hallott vagy olvasott fordítandó egységet, hogy gondolatilag, majd valamilyen megosztható kommunikációs eszközzel produkálja a szükséges eredményt. Mindez a hivatásos vagy képzett fordítóknál másodpercek alatt zajlik, mely idő még aszerint is alakul, hogy kinek mekkora a gyakorlata, illetve milyen fokú a nyelvtudása. A gyakorlás révén a sebesség és a fordítási művelet tárgyát képező egység mérete egyre nő, míg elérheti a három-hat közvetlen emlékezetben tartott egységet, és a folyamatos input melletti folyamatos szóbeli fordítás teljesítményt.
Mivel a fordítás időigényes és költséges tevékenység, annak gépi megsegítése és gépesítése az egyik legfontosabb technológia innovációs téma, iparági növekedési terület a számítástechnika alkalmazása tárgykörben. Kitűzött célja célja éppen a fent említett „valós idejű” írott vagy hangzó fordítások előállítása megfelelő minőségben, mennyiségben és nyelvi párosításban. Az egész szakterületet összefoglaló angol neve en:Human Language Technologies.

## Fordítás gépi segédeszközökkel
A továbbiakban a fordítást tanult mesterségként végzőkről szólnak az itt soroló állítások, és nem arról a fordításról, amelyhez az idegennyelv-tanulás során a tanulók/tanárok egy része folyamodik, sokak szerint helytelenül (indokolatlanul), a gyors vagy jobb megértés érdekében.
1. Az első gépi segítség az írógép kiváltásaként érkezett, a szövegszerkesztő programok képében. A következő nagy lépés az önállóan futtatható, majd beépített helyesírás-ellenőrző programok, illetve szövegírásból felhívható különböző szótárak elérhetősége volt.
2. Viszonylag korán megindult a számítógépes fordítás (en:Machine Translation) de lassan fejlődött, és elkezdett konvergálni (közeledni) a többi technológia felé. Kiderült, hogy nem nélkülözhető az emberi beavatkozás, a lektorálás nagyon is szükséges, még akkor is, ha a fordítandó szövegek ismétlődnek és megválogatott szókészletből állnak.
3. A fejlődés következő szakasza lehetővé tette a leírt szöveg gépi felolvasását, illetve a diktált szövegek írott szöveggé való átalakítását. Megoldódott a forrás és kész szövegek helyszínének összekapcsolása, illetve mód nyílott a fordítási munka korlátainak további csökkentésére.
Megjegyzés: Közben a nem nagygépes és PC-s célszámítógépek körében megjelentek először az elektronikus kézi szótárak, majd a „fordítógépek”, ma már hangzóból hangzó szöveget előállítva. (Minthogy ezek az eszközök korlátozott szókészletűek, inkább a nyelvtanulás helyett vagy azt segítő eszközöknek számítanak, részletesebben ott tárgyalandók.)
4. Az internet és a hardver fejlődésével további integráció állt elő az erőforrások illetve modalitások terén. Megszülettek a csoportos munka eszközei, a közös szövegelőállítás, a kétképernyős hardver, a szövegek (fordítások) újra hasznosítása, a fordítási memória, a számítógéppel segített fordítás szoftver eszközei, illetve eljött az ideje a fordítással kapcsolat paradigmaváltásnak.

## Fordítás (számító)géppel
A gépi fordítás (MT) ma (még) nem jelenti a természetes nyelven tetszés szerinti megfogalmazott szövegek fordítását, bár világszerte vannak ilyen, és hasonló kitűzött célok és erre megpályázható támogatási, és K+F programok. Hasonlít ez az aranycsinálás jegyében folytatott középkori „tudományos” kutatási lázhoz, annak ellenére, hogy közben előállt két olyan elméleti kérdés, amely az egész igyekezet szempontjából korlátozza az elérhető távlatot. Az egyik az a „kudarc” volt, hogy egy szöveg „névértékben” való lefordítása sok alkalmazás szempontjából kevés, ha nem derül ki abból a közlő/közlemény szándéka, ami ugye nem triviális.
A másik, hogy a gépi fordítás alapfájljai szótárfájlok, illetve újabban olyan párosított (eredeti és lefordított) mondatok, amelyeket „fordítási memóriáknak” neveznek, tulajdonképpen konzerválja az ismereteknek ma csak egyetlen szó alapegység köré történő szervezését, azzal együtt, hogy az eszme az, hogy a sokat ismétlődő mondatokat és szövegrészeket ne kelljen mindig újból leírni, lehessen őket egy gombnyomással újrahasználni. Ugyanis a gépi fordításban a fordítandó szöveg gépi elemzése során azt szokták megnézni, hogy az adott mondatban van-e hat-hét olyan szó, amely már előfordult egy tárolt mondatpár (fordítás) azonos nyelvű, kiinduló mondatában, és felkínálják annak a mondatnak a fordítását, feltételezve, hogy ekkora „egyezés” esetén már van hatékonyság növelés.
Ezen eljárás buktatóit, és azt a tényt –, hogy előbb van a megformálatlan „gondolat”, azt követi a közlemény formába öntése – nem érintve, tény, hogy a megrendelők főleg Nyugat Európában már azt kívánják a megbízandó fordítóktól, hogy tudjanak ilyen programokkal bánni, termelni, holott a hatékonyság és termelékenység más opciókat is kínál. Ezen kívül számos elméleti gond marad megválaszolatlanul, illetve a nyelvek közti különbségek a fordítási technológia továbbfejlődése során óhatatlanul ki fogják kezdeni a szó-szó megfeleltetésű ismeret- vagy jelentés-nyilvántartó és ábrázoló megoldásokat.

## Kétféle stratégia
A fordításban kétféle stratégia látszik irányítani az eszközök fejlődését, fejlesztését. Mindkettő számol azzal, hogy a fordításokat ellenőrizni is kell, néha nyelvi, néha szakmai szempontból, esetleg mindkettőből. Maguk a fordítók a különböző nyelvi egységek fordításához kétféleképpen állhatnak hozzá: vagy addig nem mennek tovább, ameddig az nem "tökéletes", vagy továbbmennek és egy második menetben saját magukat javítják. A módszerek nem választhatók meg szabadon és a két módszer időmérlege sem ad egyértelmű elsőbbséget.
Azokról, akik gépi fordítással előállított szöveget ellenőriznek, indokolatlanul azt gondolják, hogy nem kell annyit érteniük a fordításhoz magához, csak a hibás szöveg kipofozásához, illetve a hasonmás és nyomdakész kézirat fájl előállításához. Ez a technika tehát azt célozza, hogy kevesebb is elég legyen az egyes fordítóktól a tényleges fordítói készségekből, és többet tudjanak a szükséges MT és kiadványszerkesztő szoftverek használatáról, az eredeti szöveg külalakjának megtartásáról. Ez a munkavégzés ilymódon az egyéni fejlődést sem szolgálja, egyre kevesebb kétnyelvűséget igényel a fordítótól, illetve más lesz a munka szakmai tartalma.
A másik stratégia a fordítói munka fázisainak, részleteinek az olyan célú szétválasztását célozza meg, amelynek lényege, hogy a fordító lehetőleg az alaptevékenységgel foglalkozzék, vagyis állapítsa meg, hogy a két szöveg egyenértékű-e vagy sem, tehát tulajdonképpen lektoráljon, miközben a meglévő feladatainak kötöttségeit is igyekszik megszüntetni.
Ilyen fejlesztésnek számít, ha a fordító nem leírja a szövegét, hanem diktálja, illetve hangfelvételként készíti el, amely lehetővé teszi, hogy a rögzített, esetleg még nyers szöveget azonnal akár többször, több lépésben visszahallgatva, fejlessze azt, és csak akkor kezdjen el írni (bizonyos nyelvek esetében már diktálni), amikor már elfogadhatónak, véglegesnek ítéli meg a saját szövegét.
Gyakorlott fordító esetében a diktálás gyakorlatilag a felolvasás sebességével (3-5 perc/oldal) azonos, amivel lényegesen fel lehet gyorsítani a munkát: egy gépelt oldal fordítása ennél kétszer-háromszor vagy az eredetinél alig hosszabb idő történhet meg. További változás ez esetben, hogy maga az input is hangzó jellegű, vagyis a fordító szeme felszabadul a készülő szöveg saját vagy automatikus gépelésének ellenőrzésére, vagyis önmaga lehet lektor, összeolvasásnál kiküszöböli a segítő, második személyt, ha vagy maga olvassa "magnóra" (tulajdonképpen külön álló vagy "szoftveres" digitális diktafonra) a fordításra kapott írott szöveget, vagy eleve audio fájlból indul ki. Világos, hogy ez azonos helyzet a tolmácsolással, azzal a különbséggel, hogy a fordítónak sem időben, sem térben nem kell a lefordítandó szöveg keletkezésével azonos helyen és időpontban lennie.
Az utóbbi megoldás felé haladó fejlesztések ezáltal a fordító képzését, és egyre nagyobb tudásának, gyakorlatának kialakulását szolgálják. A kérdés az, hogy a piacokra jutásért folyó versenyben a kognitív és lexikográfus nyelvészeknek, pszichológusoknak és MI szakembereknek fognak-e jobban hinni a befektetők, vagy a gyakorló fordítóknak és az őket felkaroló hardver fejlesztőknek és rendszer integrátoroknak, akiknek most jó lehetőségeket kínál az EU 6. fejlesztési keretprogramja.

## Fordítóirodán keresztül
Szakfordítás elkészítésének érdekében célszerű egy fordítóirodát felkeresni. A minőségi fordítóirodák képzett szakfordítókkal dolgoznak versenyképes áron. A fordítás során a szövegek átültetése egyik nyelvről a másikra nem egyszerű feladat, így elvégzésére csak mindkét nyelvet kiválóan ismerő személy képes. Fordítás több céllal készülhet, lehet egyszerű megértés, vagy mondanivalónk igényes, idegen nyelvi kifejezése és számtalan egyéb, egyedi felhasználási szándék. A fordítandó anyag jellege szerint lehet általános, műszaki, igazságügyi, jogi, egészségügyi, orvosi, gazdasági, pénzügyi, banki, informatikai, szoftverfordítás, építőipari, pályázatfordítás (stb...).